# Ariel V
Ariel 5 — орбитальная рентгеновская обсерватория, совместный проект Британского и Американского космических агентств (более точно, Science Research Council, Британия, и GSFC/NASA, США). Предпоследний спутник серии Ariel. Запущена с морской платформы Сан-Марко в Индийском океане.
Была предназначена для точного определения астрометрических положений рентгеновских источников и измерения их спектров в диапазоне энергий до 40 кэВ. Обсерватория стабилизировалась вращением (период вращения около 6 секунд). Инструменты обсерватории работали только на светлой стороне Земли, когда солнечные батарей обсерватории были освещены. Вошла в плотные слои атмосферы и разрушилась 14 марта 1980 года.

## Инструменты
Четыре из 6 инструментов обсерватории были направлены вдоль его оси вращения, два — были направлены в стороны и сканировали небо.
Инструменты, направленные вдоль оси:
- вращающийся модуляционный коллиматор (Rotation Modulation Collimator, RMC) позволял определять положения рентгеновских источников с точностью около 2 угл минут;
- пропорциональный газовый счётчик высокого разрешения был предназначен для построения спектров в 128 энергетических каналах в диапазоне энергий 2-30 кэВ;

3) поляриметр, работающий в диапазоне энергий 2-8 кэВ; 
- сцинтиляционный телескоп, для исследования временного и спектрального поведения источников в диапазоне энергий до 40 кэВ.

Инструменты обзора неба: монитор всего неба (All-Sky Monitor, ASM) и инструмент небесного обзора (Sky Survey Instrument, SSI). Монитор всего неба работал в диапазоне энергий 3-6 кэВ по принципу камеры-обскуры (2 детектора по 1 см² каждый). Он позволял обозревать одновременно все небо за исключением полосы шириной 8 градусов вокруг южного полюса обсерватории. Монитор позволял обнаруживать яркости транзиентные события и строить кривые блеска ярких источников. Инструмент небесного обзора (SSI) состоял из двух пар (LE и HE) пропорциональных счётчиков с эффективными площадями около 290 см².
Из-за утечки газа из одного детектора он был выключен вскоре после начала работы обсерватории. Детекторы были расположены в экваториальной части аппарата и сканировали полосы размером 20х360 градусов за каждый оборот спутника. Эффективные энергетические диапазоны детекторов 1.2-5.8 кэВ (LE) и 2.4-19.8 кэВ (HE), каждая пара детекторов имела коллиматор, который ограничивал поле зрения размером 0.75 X 10.6 градусов.

## Достижения
- Открыта эмиссионная линия высокоионизированного железа в излучении скоплениях галактик, впервые убедительно показавшая, что рентгеновское излучение скоплений галактик рождается в горячей межгалактической среде
- Получены долговременные кривые блеска большого рядка источников (архив )
- Открыт ряд ярких рентгеновских Новых. Среди самых известных — рентгеновская Новая в созвездии Единорога Nova Mon 1975 (A0620-00)
- Получен обзор неба с чувствительностью, аналогичной чувствительности обзора обсерватории UHURU